# Love the Way You Lie
Love the Way You Lie is een nummer van de Amerikaanse rapper Eminem in samenwerking met de Barbadiaanse zangeres Rihanna. Het refrein is geschreven door Skylar Grey. Het nummer verscheen in mei 2010. Het nummer was voor velen een verrassing want men verwachtte geen samenwerking tussen deze twee artiesten. Maar het nummer is wel een wereldhit geworden. Het heeft de eerste plaats bereikt in onder meer de VS, Australië en Canada en de Vlaamse Ultratop 50. In de Nederlandse Top 40 raakte het nummer tot een 4e plaats. Op 10 december 2010 werd bekend dat dit nummer de 7e plaats bereikt heeft in het overzicht aller tijden van dat jaar van het radiostation Q-Music.
Rihanna bekende dat er een Love The Way You Lie part II uitkomt en dat dit terug te vinden zal zijn op het album Loud.

## Videoclip
In de videoclip staat Rihanna voor een brandend huis terwijl Eminem in een groot veld staat. Op het einde staan ze beiden voor het brandend huis. Ook speelt Megan Fox in de clip waar ze flinke klappen krijgt van haar partner gespeeld door Dominic Monaghan. Hij portretteert Jezus in de huidige maatschappij. De clip is geregisseerd door Joseph Kahn.

## Hitnoteringen

### Nederlandse Top 40
| Hitnotering: 10-07-2010 t/m 30-10-2010 | Hitnotering: 10-07-2010 t/m 30-10-2010 | Hitnotering: 10-07-2010 t/m 30-10-2010 | Hitnotering: 10-07-2010 t/m 30-10-2010 | Hitnotering: 10-07-2010 t/m 30-10-2010 | Hitnotering: 10-07-2010 t/m 30-10-2010 | Hitnotering: 10-07-2010 t/m 30-10-2010 | Hitnotering: 10-07-2010 t/m 30-10-2010 | Hitnotering: 10-07-2010 t/m 30-10-2010 | Hitnotering: 10-07-2010 t/m 30-10-2010 | Hitnotering: 10-07-2010 t/m 30-10-2010 | Hitnotering: 10-07-2010 t/m 30-10-2010 | Hitnotering: 10-07-2010 t/m 30-10-2010 | Hitnotering: 10-07-2010 t/m 30-10-2010 | Hitnotering: 10-07-2010 t/m 30-10-2010 | Hitnotering: 10-07-2010 t/m 30-10-2010 | Hitnotering: 10-07-2010 t/m 30-10-2010 | Hitnotering: 10-07-2010 t/m 30-10-2010 | Hitnotering: 10-07-2010 t/m 30-10-2010 |
| Week:                                  | 1                                      | 2                                      | 3                                      | 4                                      | 5                                      | 6                                      | 7                                      | 8                                      | 9                                      | 10                                     | 11                                     | 12                                     | 13                                     | 14                                     | 15                                     | 16                                     | 17                                     |                                        |
| -------------------------------------- | -------------------------------------- | -------------------------------------- | -------------------------------------- | -------------------------------------- | -------------------------------------- | -------------------------------------- | -------------------------------------- | -------------------------------------- | -------------------------------------- | -------------------------------------- | -------------------------------------- | -------------------------------------- | -------------------------------------- | -------------------------------------- | -------------------------------------- | -------------------------------------- | -------------------------------------- | -------------------------------------- |
| Positie:                               | 17                                     | 13                                     | 9                                      | 9                                      | 7                                      | 7                                      | 7                                      | 5                                      | 4                                      | 5                                      | 8                                      | 8                                      | 9                                      | 15                                     | 25                                     | 33                                     | 40                                     | uit                                    |

### NederlandseSingle Top 100
| Hitnotering: 03-07-2010 t/m 18-12-2010 | Hitnotering: 03-07-2010 t/m 18-12-2010 | Hitnotering: 03-07-2010 t/m 18-12-2010 | Hitnotering: 03-07-2010 t/m 18-12-2010 | Hitnotering: 03-07-2010 t/m 18-12-2010 | Hitnotering: 03-07-2010 t/m 18-12-2010 | Hitnotering: 03-07-2010 t/m 18-12-2010 | Hitnotering: 03-07-2010 t/m 18-12-2010 | Hitnotering: 03-07-2010 t/m 18-12-2010 | Hitnotering: 03-07-2010 t/m 18-12-2010 | Hitnotering: 03-07-2010 t/m 18-12-2010 | Hitnotering: 03-07-2010 t/m 18-12-2010 | Hitnotering: 03-07-2010 t/m 18-12-2010 | Hitnotering: 03-07-2010 t/m 18-12-2010 |
| Week:                                  | 1                                      | 2                                      | 3                                      | 4                                      | 5                                      | 6                                      | 7                                      | 8                                      | 9                                      | 10                                     | 11                                     | 12                                     | 13                                     |
| -------------------------------------- | -------------------------------------- | -------------------------------------- | -------------------------------------- | -------------------------------------- | -------------------------------------- | -------------------------------------- | -------------------------------------- | -------------------------------------- | -------------------------------------- | -------------------------------------- | -------------------------------------- | -------------------------------------- | -------------------------------------- |
| Positie:                               | 16                                     | 15                                     | 19                                     | 12                                     | 10                                     | 10                                     | 9                                      | 7                                      | 11                                     | 9                                      | 9                                      | 9                                      | 5                                      |
| Week:                                  | 14                                     | 15                                     | 16                                     | 17                                     | 18                                     | 19                                     | 20                                     | 21                                     | 22                                     | 23                                     | 24                                     | 25                                     |                                        |
| Positie:                               | 5                                      | 10                                     | 16                                     | 16                                     | 13                                     | 35                                     | 25                                     | 17                                     | 67                                     | 70                                     | 64                                     | 77                                     | uit                                    |

### VlaamseUltratop 50
| Hitnotering: 03-07-2010 t/m 08-01-2011 | Hitnotering: 03-07-2010 t/m 08-01-2011 | Hitnotering: 03-07-2010 t/m 08-01-2011 | Hitnotering: 03-07-2010 t/m 08-01-2011 | Hitnotering: 03-07-2010 t/m 08-01-2011 | Hitnotering: 03-07-2010 t/m 08-01-2011 | Hitnotering: 03-07-2010 t/m 08-01-2011 | Hitnotering: 03-07-2010 t/m 08-01-2011 | Hitnotering: 03-07-2010 t/m 08-01-2011 | Hitnotering: 03-07-2010 t/m 08-01-2011 | Hitnotering: 03-07-2010 t/m 08-01-2011 | Hitnotering: 03-07-2010 t/m 08-01-2011 | Hitnotering: 03-07-2010 t/m 08-01-2011 | Hitnotering: 03-07-2010 t/m 08-01-2011 | Hitnotering: 03-07-2010 t/m 08-01-2011 | Hitnotering: 03-07-2010 t/m 08-01-2011 |
| Week:                                  | 1                                      | 2                                      | 3                                      | 4                                      | 5                                      | 6                                      | 7                                      | 8                                      | 9                                      | 10                                     | 11                                     | 12                                     | 13                                     | 14                                     | 15                                     |
| -------------------------------------- | -------------------------------------- | -------------------------------------- | -------------------------------------- | -------------------------------------- | -------------------------------------- | -------------------------------------- | -------------------------------------- | -------------------------------------- | -------------------------------------- | -------------------------------------- | -------------------------------------- | -------------------------------------- | -------------------------------------- | -------------------------------------- | -------------------------------------- |
| Positie:                               | 29                                     | 34                                     | 24                                     | 30                                     | 24                                     | 23                                     | 10                                     | 6                                      | 4                                      | 5                                      | 2                                      | 3                                      | 1                                      | 3                                      | 3                                      |
| Week:                                  | 16                                     | 17                                     | 18                                     | 19                                     | 20                                     | 21                                     | 22                                     | 23                                     | 24                                     | 25                                     | 26                                     | 27                                     | 28                                     |                                        |                                        |
| Positie:                               | 6                                      | 6                                      | 11                                     | 16                                     | 17                                     | 20                                     | 31                                     | 32                                     | 37                                     | 48                                     | 47                                     | 42                                     | 44                                     | uit                                    |                                        |

### NPO Radio 2 Top 2000
| Nummer met noteringen in de NPO Radio 2 Top 2000 | '21  | '22  | '23 | '24  |
| ------------------------------------------------ | ---- | ---- | --- | ---- |
| Love the Way You Lie                             | 1367 | 1274 | 934 | 1032 |

1. ↑  Een vetgedrukt getal geeft de hoogste notering aan.
2. ↑  2021 was het eerste jaar met een notering voor dit nummer.